# Rezolucja Rady Bezpieczeństwa ONZ nr 1692
Rezolucja Rady Bezpieczeństwa ONZ nr 1692 została uchwalona 30 czerwca 2006 podczas 5479. posiedzenia Rady.
Rada przedłuża mandat Operacji ONZ w Burundi (ONUB) do końca roku 2006. Jednocześnie przedłuża do 30 września 2006 ważność podjętej w rezolucji 1669 decyzji o częściowej relokacji sił ONUB do Misji ONZ w Demokratycznej Republice Kongo (MONUC). 